# سكوت موسير
سكوت موسير (بالإنجليزية: Scott Mosier)‏ (و. 1971  م) هو منتج أفلام، ومونتير، ومدون صوتي، ومخرج أفلام، وممثل، وممثل أفلام أمريكي، ولد في فانكوفر.

## وصلات خارجية
- سكوت موسير على موقع IMDb (الإنجليزية)
- سكوت موسير على موقع ألو سيني (الفرنسية)
- سكوت موسير على موقع ميوزك برينز (الإنجليزية)
- سكوت موسير على موقع أول موفي (الإنجليزية)
- سكوت موسير على موقع قاعدة بيانات الأفلام السويدية (السويدية)
- سكوت موسير على موقع ديسكوغز (الإنجليزية)
- سكوت موسير على موقع قاعدة بيانات الفيلم (الإنجليزية)
- سكوت موسير على موقع كينوبويسك (الروسية)